# ألبرتو كروز (عداء مشي)
ألبرتو كروز (بالإسبانية: Alberto Cruz)‏ هو عداء مشي مكسيكي، ولد في 6 يونيو 1972.

## وصلات خارجية
- ألبرتو كروز على موقع الاتحاد الدولي لألعاب القوى (الإنجليزية)